# محمد بن يوسف الإسبيري
محمد بن يوسف بن يعقوب الإسبيري (1721 - 1780) عالم مسلم شامي في القرن الثاني عشر الهجري/ الثامن عشر الميلادي. ولد بعينتاب وأقام بحلب وولي الافتاء بها. هو فقيه حنفي وأصولي وعارف بالتفسير. من كتبه تعليقات على تفسيري الكشاف والبيضاوي والفوائد الأسبيرية على الرسالة الأثيرية. 

## سيرته
هو محمد بن يوسف بن يعقوب بن علي ابن محسن بن الشيخ إسكندر الغزالي الحلبي الشهير بالإسبيري (إو الأسبيري). ولد سنة 1133 هـ/ 1721 م في عينتاب. قرأ القرآن والصرف والنحو والمنطق على ابن خال والده مصطفى أفندي وعلى الشيخ الياس المرعشي ثم سافر إلى كليس فقرأ المنطق على علي أفندي نجي زاده تلميذ تاتار أفندي المشهور وعلى شريكه صالح وأخذ أيضاً شرح مختصر المنتهى لأبن الحاجب عن شيخي زاده وقدم حلب ولازم بها محموداً أفندي الأنطاكي وقرأ على ابن عمه محمد أفندي أيضاً وأخذ بعينتاب أيضاً عن عبد الرحمن أفندي الخاكي وأجازه اجازة عامة سنة 1159 هـ ثم دار البلاد وقرأ على مشايخ ثم دخل اسلامبول وصار بينه وبين نفير حبر الروم مباحثات ثم رجع إلى حلب وتوطنها ودرس بمدرسة الرضائية وأخذ عنه جماعة كثيرون .

أرسل له شيخ الإسلام مفتي الروم محمد شريف أفندي إفتاء حلب من غير طلب ثم وجه له المدرسة الشعبانية ثم المدرسة الكلتاوية وأخذ عنه جماعة من علماء حلب وغيرهم منهم السيد محمد المقيد والشيخ إبراهيم المكتبي والسيد عر وكان معيداً في درسه الاشباه والنظائر الفقهية ووكيله في المدرسة الخسروية والشيخ يوسف النابلسي الشهير بابن الحلال وكيله في مدرسة الشعبانية والسيد محمد صادق بن صالح البانقوسي وبيض له حاشية عمدة الحكام وامتدحه في آخره .

وكان يتولى في ابتداء أمره النيابات في محاكم حلب وكان ينتمي إلى نقيب حلب محمد أفندي طه زاده.

توفي في حلب شوال 1194 هـ/ 1780 م.

## مؤلفاته
له رسائل عديدة منها رسالة في مسئلة الجزء الاختياري ورسالة في عصمة الأنبياء عليهم الصلاة والسلام ورسالة في بيان معنى كلمة التوحيد ورسالة في نجاة الوالدين المكرمين لسيد البشر صلى الله عليه وسلم وله تعليقات على بعض المواضع المغلقة في تفسير الكشاف والبيضاوي ولخص الفتاوي الخيرية وحاشية على شرح المنظومة المحبية للشيخ عبد الغني النابلسي مسماة بالخلاصتين. من مؤلفاته:
- الفوائد الأسبيرية على الرسالة الأثيرية شرح على ايساغوجي.
- المستغني في شرح المغني في أصول الفقه، لكنه لم يكمل.
- بدائع الأفكار شرح على أوائل المنار
- تحفة الناسك فيما هو الأهم من المناسك بالتركي